# Мавзолей Вагіфа
Мавзолей Вагіфа (азерб. Vagifin məqbərəsi) — мавзолей, споруджений у 1982 році на могилі азербайджанського поета і державного діяча, візира Карабаського ханства у XVIII столітті Моли Панаха Вагіфа в Шуші.

## Історія
Будівництво Музейно-мавзолейного комплексу Моллі Панахі Вагіфа на його могилі було розпочато в 1977 році за проектом архітектора А. В. Саламзаде і Е. І. Канукова.
Урочисте відкриття мавзолею відбулося у січні 1982 році. Мавзолей має чотирикутну форму і прикрашений різьбленим мармуром. Зараз мавзолей помітно пошкоджений.
В результаті окупації міста Шуша вірменськими збройними силами будівлю комплексу і десятки виставлених тут експонатів були знищені або вивезені.

## Приміщення
Комплекс був побудований неподалік від відомої в місті Шуша рівнини Джидир-дюзю, на могилі геніального поета. Мавзолей має чотирикутну форму і прикрашений різьбленим мармуром. До руйнації тут демонструвалися близько вісімдесяти експонатів, що мають стосунок до життя М. П. Вагіфа в Шуші.

## Галерея

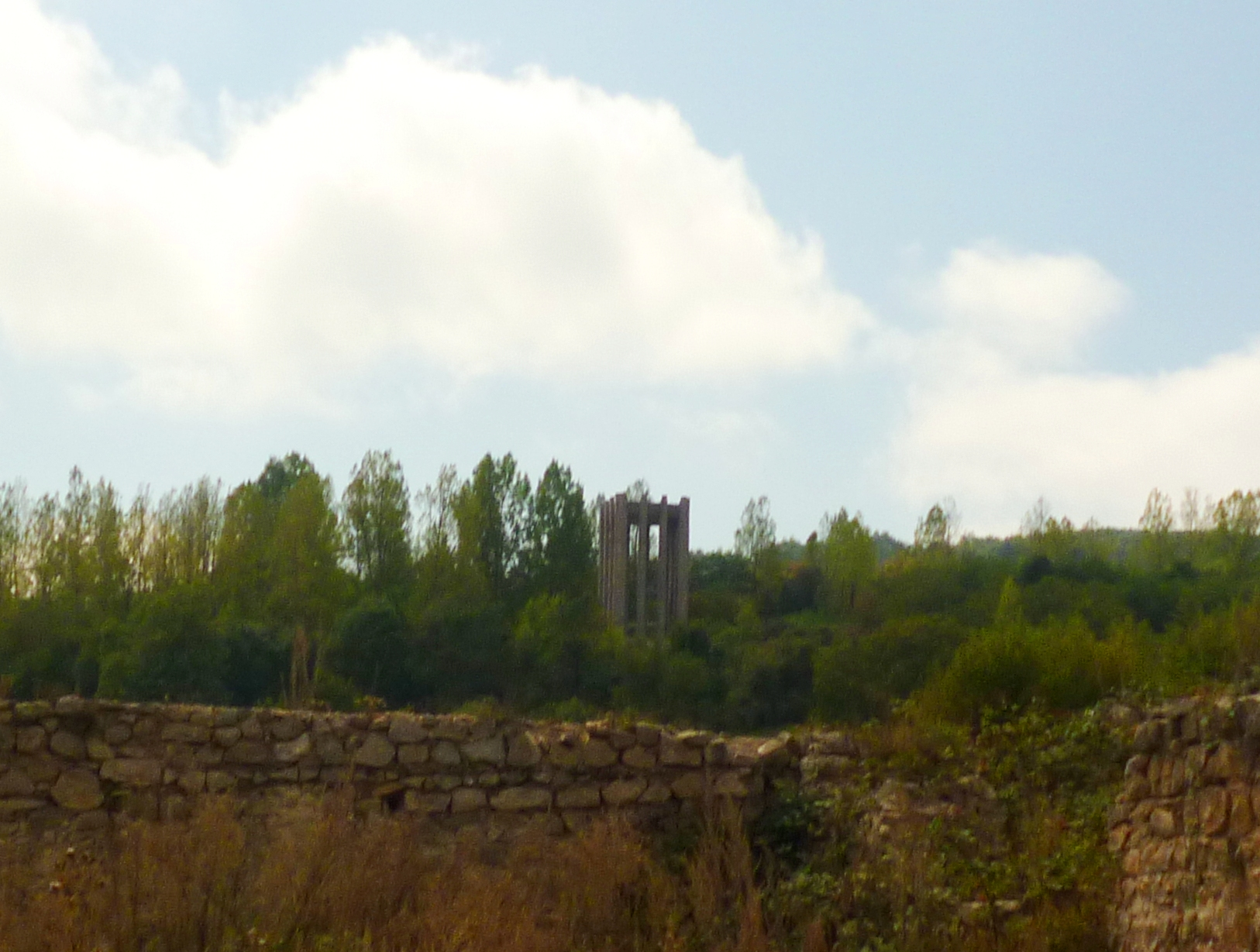
Стан мавзолею у вересні 2013
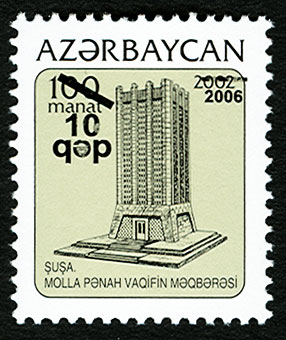
Марка Азербайджану із зображенням мавзолею